# Campionato del mediterraneo di scherma 2022
Il Campionato del mediterraneo di scherma del 2022 ("2022 Mediterranean Fencing Championships") è stato organizzato dalla Confederazione europea di scherma e si è svolto a al-Salt in Giordania dal 13 al 15 maggio.
Nella categoria "juniores" del fioretto, si sono aggiudicati i titoli di campione e campionessa del mediterraneo l'italiano Matteo Morini, che ha battuto in finale il francese Numa Crist, e l'italiana Aurora Grandis, che ha avuto la meglio sulla connazionale Eleonora Candeago. Nella categoria "cadetti" del fioretto hanno trionfato il francese Numa Crist, che ha sconfitto in finale l'italiano Lorenzo Maria Formichini Bigi, e l'italiana Greta Collini, che ha battuto all'ultimo incontro la turca Isbir Alisa.
Nella spada il neo-campione e la neo campionessa "juniores" sono stati il francese Lino Heurlin Vasquez, che ha battuto in finale l'italiano Filippo Severini, e la turca Aleyna Erturk, che ha superato l'italiana Benedetta Madrignani. Nella categoria "cadetti" hanno vinto il turco Yalgin Yeter, che ha battuto in finale l'italiano Leonardo Cortini, e la turca Alenya Erturk, che ha sconfitto l'italiana Eleonora Sbarzella.
Infine, nella competizione di sciabola della categoria "juniores", hanno trionfato l'italiano Davide Cicchetti, superando il giordano Aballah Tahlah, e l'italiana Michela Landi, che ha sconfitto la connazionale Alessandra Nicolai. Nella sciabola cadetti hanno vinto il titolo mediterraneo, il francese Lucas Guilley, che ha sconfitto l'italiano Davide Cicchetti, e la francese Alexandra Manga, che ha battuto l'italiana Alessandra Nicolai.

## Podi

### Juniores

#### Uomini
| Specialità  | Oro                                           | Argento                                            | Bronzo                                 |
| Individuali |                                               |                                                    |                                        |
| Fioretto    | Matteo Morini                                 | Numa Crist                                         | Francesco Spampinato Federico Greganti |
| Spada       | Lino Heurlin Vasquez                          | Filippo Severini                                   | Enrico De Pol Matteo Galassi           |
| Sciabola    | Davide Cicchetti                              | Aballah Tahlah                                     | Tolga Aslan Alessandro Conversi        |
| A squadre   |                                               |                                                    |                                        |
| Mista       | Matteo Galassi Leonardo Tocci Mattia Raimondi | Filippo Severini Alessandro Conversi Matteo Morini | -                                      |

#### Donne
| Specialità  | Oro                                          | Argento                                         | Bronzo                             |
| Individuali |                                              |                                                 |                                    |
| Fioretto    | Aurora Grandis                               | Eleonora Candeago                               | Greta Collini Isbir Alis           |
| Spada       | Aleyna Erturk                                | Benedetta Madrignani                            | Giada Incorvaia Eleonora Sbarzella |
| Sciabola    | Michela Landi                                | Alessandra Nicolai                              | Benedetta Fusetti Chiara Resciniti |
| A squadre   |                                              |                                                 |                                    |
| Mista       | Aurora Grandis Giada Incorvaia Michela Landi | Eleonora Candeago Marzia Cena Benedetta Fusetti | -                                  |

### Cadetti

#### Uomini
| Specialità  | Oro           | Argento                       | Bronzo                               |
| Individuali |               |                               |                                      |
| Fioretto    | Numa Crist    | Lorenzo Maria Formichini Bigi | Francesco Spampinato Yuom Sam Kim    |
| Spada       | Yalgin Yeter  | Leonardo Cortini              | Enrico De Pol Ivan Borodin           |
| Sciabola    | Lucas Guilley | Davide Cicchetti              | Francesco Pagano Dobos Zsolt Taquile |

#### Donne
| Specialità  | Oro             | Argento            | Bronzo                              |
| Individuali |                 |                    |                                     |
| Fioretto    | Greta Collini   | Isbir Alisa        | Vittoria Pinna Sofia Tellez Lucero  |
| Spada       | Alenya Erturk   | Eleonora Sbarzella | Benedetta Madrignani Federica Zogno |
| Sciabola    | Alexandra Manga | Alessandra Nicolai | Viliegas Fabiola Rocio Gungor Nil   |

## Medagliere
| Pos.   | Nazione   | Oro | Argento | Bronzo | Totale |
| ------ | --------- | --- | ------- | ------ | ------ |
| 1      | Italia    | 5   | 9       | 16     | 30     |
| 2      | Francia   | 4   | 1       | 0      | 5      |
| 3      | Turchia   | 3   | 1       | 3      | 7      |
| 4      | Giordania | 0   | 1       | 0      | 1      |
| 5      | Spagna    | 0   | 0       | 5      | 5      |
| Totale | Totale    | 12  | 12      | 24     | 48     |